# Groupe H des éliminatoires du Championnat d'Europe de football espoirs 2023
 (juin 2022).
Si vous disposez d'ouvrages ou d'articles de référence ou si vous connaissez des sites web de qualité traitant du thème abordé ici, merci de compléter l'article en donnant les références utiles à sa vérifiabilité et en les liant à la section « Notes et références ».
Navigation
Groupe G Groupe I
Le Groupe H des Éliminatoires du Championnat d'Europe de football espoirs 2023 est composé de six équipes: la France, la Serbie, l'Ukraine, la Macédoine du Nord, les Îles Féroé et l'Arménie. La composition des neuf groupes de la phase de groupes a été décidée par le tirage au sort effectué le 28 janvier 2021 à 12h00 CET (UTC+1), au siège de l'UEFA à Nyon, en Suisse, avec les équipes classées selon leur classement par coefficient.

## Classement
| Rang | Équipe            | Pts | J  | G | N | P | Bp | Bc | Diff |  | Résultats (▼ dom., ► ext.) |     |     |     |     |     |     |
| ---- | ----------------- | --- | -- | - | - | - | -- | -- | ---- |  | -------------------------- | --- | --- | --- | --- | --- | --- |
| 1    | France            | 26  | 10 | 8 | 2 | 0 | 31 | 5  | +26  |  | France                     |     | 5-0 | 2-0 | 2-0 | 3-0 | 7-0 |
| 2    | Ukraine           | 23  | 10 | 7 | 2 | 1 | 20 | 11 | +9   |  | Ukraine                    | 3-3 |     | 2-1 | 1-0 | 4-0 | 2-1 |
| 3    | Serbie            | 12  | 10 | 3 | 3 | 4 | 10 | 11 | -1   |  | Serbie                     | 0-3 | 0-1 |     | 0-0 | 2-1 | 2-0 |
| 4    | Îles Féroé        | 10  | 10 | 2 | 4 | 4 | 6  | 12 | -6   |  | Îles Féroé                 | 1-1 | 0-4 | 1-1 |     | 1-1 | 2-0 |
| 5    | Macédoine du Nord | 9   | 10 | 2 | 3 | 5 | 8  | 15 | -7   |  | Macédoine du Nord          | 0-1 | 1-1 | 0-0 | 0-1 |     | 3-1 |
| 6    | Arménie           | 3   | 10 | 1 | 0 | 9 | 7  | 28 | -21  |  | Arménie                    | 1-4 | 0-2 | 1-4 | 2-0 | 1-2 |     |

## Matchs
Les heures sont CET/CEST, comme indiqué par l'UEFA (les heures locales, si elles sont différentes, sont entre parenthèses).
| 8 juin 2021   | Îles Féroé         | 2 - 0   | Arménie | Svangaskarð, Toftir                            |                                                |
| 18h30 (17h30) | Johannesen 68e 84e | (0 - 0) |         | Spectateurs : 0 Arbitrage : Robert Ian Jenkins | Spectateurs : 0 Arbitrage : Robert Ian Jenkins |
| 18h30 (17h30) | Rapport            |         |         | Spectateurs : 0 Arbitrage : Robert Ian Jenkins | Spectateurs : 0 Arbitrage : Robert Ian Jenkins |

| 2 septembre 2021 | Arménie                             | 2 - 0   | Îles Féroé | Yerevan Football Academy Stadium, Erevan         |                                                  |
| 16h30 (18h30)    | Grigoryan 40e · Mirzoyan 85e (pen.) | (1 - 0) |            | Spectateurs : 900 Arbitrage : Dzmitry Dzmitryieu | Spectateurs : 900 Arbitrage : Dzmitry Dzmitryieu |
| 16h30 (18h30)    | Rapport                             |         |            | Spectateurs : 900 Arbitrage : Dzmitry Dzmitryieu | Spectateurs : 900 Arbitrage : Dzmitry Dzmitryieu |

| 2 septembre 2021 | France                                 | 3 - 0   | Macédoine du Nord | MMArena, Le Mans                              |                                               |
| 18h30            | Mbuku 26e · Camavinga 50e · Kalulu 89e | (1 - 0) |                   | Spectateurs : 2 311 Arbitrage : Juri Frischer | Spectateurs : 2 311 Arbitrage : Juri Frischer |
| 18h30            | Rapport                                |         |                   | Spectateurs : 2 311 Arbitrage : Juri Frischer | Spectateurs : 2 311 Arbitrage : Juri Frischer |

| 3 septembre 2021 | Serbie  | 0 - 1   | Ukraine     | Sportski centar FSS, Stara Pazova          |                                            |
| 18h00            |         | (0 - 1) | 14e Kryskiv | Spectateurs : 212 Arbitrage : Balázs Berke | Spectateurs : 212 Arbitrage : Balázs Berke |
| 18h00            | Rapport |         |             | Spectateurs : 212 Arbitrage : Balázs Berke | Spectateurs : 212 Arbitrage : Balázs Berke |

| 6 septembre 2021 | Îles Féroé | 1 - 1   | France    | Svangaskarð, Toftir                         |                                             |
| 18h30 (17h30)    | Løkin 55e  | (0 - 1) | 8e Gouiri | Spectateurs : 496 Arbitrage : Volen Chinkov | Spectateurs : 496 Arbitrage : Volen Chinkov |
| 18h30 (17h30)    | Rapport    |         |           | Spectateurs : 496 Arbitrage : Volen Chinkov | Spectateurs : 496 Arbitrage : Volen Chinkov |

| 7 septembre 2021 | Macédoine du Nord | 0 - 0   | Serbie | SRC Biljanini Izvori, Ohrid                   |                                               |
| 16h00            |                   | (0 - 0) |        | Spectateurs : 450 Arbitrage : Dumitri Muntean | Spectateurs : 450 Arbitrage : Dumitri Muntean |
| 16h00            | Rapport           |         |        | Spectateurs : 450 Arbitrage : Dumitri Muntean | Spectateurs : 450 Arbitrage : Dumitri Muntean |

| 7 septembre 2021 | Ukraine                  | 2 - 1   | Arménie        | Kolos Stadium, Kovalivka                            |                                                     |
| 18h00 (19h00)    | Kryskiv 20e · Mudryk 62e | (1 - 1) | 45+4e Galstyan | Spectateurs : 2 940 Arbitrage : Kristoffer Karlsson | Spectateurs : 2 940 Arbitrage : Kristoffer Karlsson |
| 18h00 (19h00)    | Rapport                  |         |                | Spectateurs : 2 940 Arbitrage : Kristoffer Karlsson | Spectateurs : 2 940 Arbitrage : Kristoffer Karlsson |

| 7 octobre 2021 | Îles Féroé  | 1 - 1   | Macédoine du Nord | Svangaskarð, Toftir                         |                                             |
| 16h00 (15h00)  | Johansen 8e | (1 - 0) | 55e Gjorgjievski  | Spectateurs : 786 Arbitrage : Ferenc Karakó | Spectateurs : 786 Arbitrage : Ferenc Karakó |
| 16h00 (15h00)  | Rapport     |         |                   | Spectateurs : 786 Arbitrage : Ferenc Karakó | Spectateurs : 786 Arbitrage : Ferenc Karakó |

| 7 octobre 2021 | Arménie      | 1 - 4   | Serbie                                               | Yerevan Football Academy Stadium, Erevan             |                                                      |
| 16h00 (18h00)  | Mirzoyan 36e | (1 - 0) | 56e Eraković · 85e Terzić · 88e Tedić · 90+6e Gavrić | Spectateurs : 430 Arbitrage : Ivar Orri Kristjansson | Spectateurs : 430 Arbitrage : Ivar Orri Kristjansson |
| 16h00 (18h00)  | Rapport      |         |                                                      | Spectateurs : 430 Arbitrage : Ivar Orri Kristjansson | Spectateurs : 430 Arbitrage : Ivar Orri Kristjansson |

| 8 octobre 2021 | France                                                | 5 - 0   | Ukraine | Stade Francis-Le Blé, Brest                |                                            |
| 18h30          | Kalimuendo 40e · Diop 43e · Adli 54e · Cherki 68e 80e | (2 - 0) |         | Spectateurs : 4 546 Arbitrage : Nick Walsh | Spectateurs : 4 546 Arbitrage : Nick Walsh |
| 18h30          | Rapport                                               |         |         | Spectateurs : 4 546 Arbitrage : Nick Walsh | Spectateurs : 4 546 Arbitrage : Nick Walsh |

| 12 octobre 2021 | Arménie       | 1 - 2   | Macédoine du Nord               | Yerevan Football Academy Stadium, Erevan      |                                               |
| 16h00 (18h00)   | Grigoryan 90e | (0 - 1) | 25e Gjorgjievski · 83e Maksimov | Spectateurs : 460 Arbitrage : Loukas Sotiriou | Spectateurs : 460 Arbitrage : Loukas Sotiriou |
| 16h00 (18h00)   | Rapport       |         |                                 | Spectateurs : 460 Arbitrage : Loukas Sotiriou | Spectateurs : 460 Arbitrage : Loukas Sotiriou |

| 12 octobre 2021 | Ukraine              | 1 - 0   | Îles Féroé | Slavutych-Arena, Zaporijjia                 |                                             |
| 17h00 (18h00)   | Edmundsson 24e (csc) | (1 - 0) |            | Spectateurs : 1 470 Arbitrage : Mario Zebec | Spectateurs : 1 470 Arbitrage : Mario Zebec |
| 17h00 (18h00)   | Rapport              |         |            | Spectateurs : 1 470 Arbitrage : Mario Zebec | Spectateurs : 1 470 Arbitrage : Mario Zebec |

| 12 octobre 2021 | Serbie  | 0 - 3   | France                                    | Stade du Partizan, Belgrade                  |                                              |
| 18h30           |         | (0 - 2) | 28e Adli · 43e (pen.) Gouiri · 87e Cherki | Spectateurs : 50 Arbitrage : Nicolas Laforge | Spectateurs : 50 Arbitrage : Nicolas Laforge |
| 18h30           | Rapport |         |                                           | Spectateurs : 50 Arbitrage : Nicolas Laforge | Spectateurs : 50 Arbitrage : Nicolas Laforge |

| 11 novembre 2021 | Macédoine du Nord | 1 - 1   | Ukraine    | Petar Miloševski Training Centre, Skopje       |                                                |
| 13h00            | Grozdanovski 58e  | (0 - 1) | 43e Syrota | Spectateurs : 482 Arbitrage : Sigurd Kringstad | Spectateurs : 482 Arbitrage : Sigurd Kringstad |
| 13h00            | Rapport           |         |            | Spectateurs : 482 Arbitrage : Sigurd Kringstad | Spectateurs : 482 Arbitrage : Sigurd Kringstad |

| 11 novembre 2021 | France                                                                     | 7 - 0   | Arménie | Stade des Alpes, Grenoble                        |                                                  |
| 20h45            | Caqueret 11e · Diop 27e 50e · Cherki 35e · Kalimuendo 58e 70e · Le Fée 82e | (3 - 0) |         | Spectateurs : 6 839 Arbitrage : Andrei Chivulete | Spectateurs : 6 839 Arbitrage : Andrei Chivulete |
| 20h45            | Rapport                                                                    |         |         | Spectateurs : 6 839 Arbitrage : Andrei Chivulete | Spectateurs : 6 839 Arbitrage : Andrei Chivulete |

| 12 novembre 2021 | Serbie  | 0 - 0   | Îles Féroé | Stade Karađorđe, Novi Sad                   |                                             |
| 18h00            |         | (0 - 0) |            | Spectateurs : 372 Arbitrage : Adam Ladebäck | Spectateurs : 372 Arbitrage : Adam Ladebäck |
| 18h00            | Rapport |         |            | Spectateurs : 372 Arbitrage : Adam Ladebäck | Spectateurs : 372 Arbitrage : Adam Ladebäck |

| 16 novembre 2021 | Ukraine                  | 2 - 1   | Serbie       | Arena Lviv, Lviv                            |                                             |
| 17h00 (18h00)    | Kryskiv 9e · Sudakov 81e | (1 - 0) | 78e Mitrović | Spectateurs : 4 771 Arbitrage : Ádám Farkas | Spectateurs : 4 771 Arbitrage : Ádám Farkas |
| 17h00 (18h00)    | Rapport                  |         |              | Spectateurs : 4 771 Arbitrage : Ádám Farkas | Spectateurs : 4 771 Arbitrage : Ádám Farkas |

| 16 novembre 2021 | Macédoine du Nord | 0 - 1   | France     | Toše Proeski Arena, Skopje                   |                                              |
| 18h30            |                   | (0 - 0) | 75e Kalulu | Spectateurs : 723 Arbitrage : Arda Kardeşler | Spectateurs : 723 Arbitrage : Arda Kardeşler |
| 18h30            | Rapport           |         |            | Spectateurs : 723 Arbitrage : Arda Kardeşler | Spectateurs : 723 Arbitrage : Arda Kardeşler |

| 24 mars 2022 | Serbie                  | 2 - 1   | Macédoine du Nord | Stadion FK Voždovac, Belgrade               |                                             |
| 17h00        | Pantović 9e · Jović 82e | (1 - 0) | 83e Dimoski       | Spectateurs : 402 Arbitrage : Michal Očenáš | Spectateurs : 402 Arbitrage : Michal Očenáš |
| 17h00        | Rapport                 |         |                   | Spectateurs : 402 Arbitrage : Michal Očenáš | Spectateurs : 402 Arbitrage : Michal Očenáš |

| 24 mars 2022 | France                               | 2 - 0   | Îles Féroé | Stade de l'Épopée, Calais                    |                                              |
| 20h45        | Camavinga 23e · Johannesen 82e (csc) | (1 - 0) |            | Spectateurs : 7 823 Arbitrage : Luka Bilbija | Spectateurs : 7 823 Arbitrage : Luka Bilbija |
| 20h45        | Rapport                              |         |            | Spectateurs : 7 823 Arbitrage : Luka Bilbija | Spectateurs : 7 823 Arbitrage : Luka Bilbija |

| 29 mars 2022 | Serbie                       | 2 - 0   | Arménie | TSC Arena, Bačka Topola   |                           |
| 16h00        | Kamenović 40e · Terzić 45+2e | (2 - 0) |         | Arbitrage : Gal Leibovitz | Arbitrage : Gal Leibovitz |
| 16h00        | Rapport                      |         |         | Arbitrage : Gal Leibovitz | Arbitrage : Gal Leibovitz |

| 29 mars 2022 | Macédoine du Nord | 0 - 1   | Îles Féroé               | Toše Proeski Arena, Skopje |                           |
| 18h00        |                   | (0 - 0) | 52e (pen.) Radosavljević | Arbitrage : Daniyar Sakhi  | Arbitrage : Daniyar Sakhi |
| 18h00        | Rapport           |         |                          | Arbitrage : Daniyar Sakhi  | Arbitrage : Daniyar Sakhi |

| 1er juin 2022 | Îles Féroé | 0 - 4   | Ukraine                                                       | Tórsvøllur, Tórshavn                             |                                                  |
| 19h00 (18h00) |            | (0 - 2) | 28e Bondarenko · 33e Supryaha · 54e Vivcharenko · 62e Sudakov | Spectateurs : 675 Arbitrage : Kristoffer Hagenes | Spectateurs : 675 Arbitrage : Kristoffer Hagenes |
| 19h00 (18h00) | Rapport    |         |                                                               | Spectateurs : 675 Arbitrage : Kristoffer Hagenes | Spectateurs : 675 Arbitrage : Kristoffer Hagenes |

| 2 juin 2022 | Macédoine du Nord                                | 3 - 1   | Arménie     | Petar Miloševski Training Centre, Skopje      |                                               |
| 17h00       | Maksimov 22e · Ilievski 85e · Emini 90+7e (pen.) | (1 - 1) | 9e Simonyan | Spectateurs : 167 Arbitrage : Nicolas Laforge | Spectateurs : 167 Arbitrage : Nicolas Laforge |
| 17h00       | Rapport                                          |         |             | Spectateurs : 167 Arbitrage : Nicolas Laforge | Spectateurs : 167 Arbitrage : Nicolas Laforge |

| 2 juin 2022 | France                  | 2 - 0   | Serbie | Stade des Alpes, Grenoble |                           |
| 20h45       | Thuram 42e · Gouiri 60e | (1 - 0) |        | Arbitrage : Don Robertson | Arbitrage : Don Robertson |
| 20h45       | Rapport                 |         |        | Arbitrage : Don Robertson | Arbitrage : Don Robertson |

| 5 juin 2022   | Ukraine                                     | 4 - 0   | Macédoine du Nord | Esenyurt Necmi Kadıoğlu Stadium, Istanbul ( Turquie) |                                                  |
| 18h45 (19h45) | Viunnyk 69e · Sudakov 71e · Vanat 85e 90+4e | (0 - 0) |                   | Spectateurs : 81 Arbitrage : Goga Kikacheishvili     | Spectateurs : 81 Arbitrage : Goga Kikacheishvili |
| 18h45 (19h45) | Rapport                                     |         |                   | Spectateurs : 81 Arbitrage : Goga Kikacheishvili     | Spectateurs : 81 Arbitrage : Goga Kikacheishvili |

| 6 juin 2022   | Arménie       | 1 - 4   | France                                         | Yerevan Football Academy Stadium, Erevan |                         |
| 18h30 (20h30) | Shaghoyan 69e | (0 - 1) | 21e 76e Le Fée · 66e (pen.) Gouiri · 89e Gusto | Arbitrage : Joni Hyytiä                  | Arbitrage : Joni Hyytiä |
| 18h30 (20h30) | Rapport       |         |                                                | Arbitrage : Joni Hyytiä                  | Arbitrage : Joni Hyytiä |

| 7 juin 2022   | Îles Féroé  | 1 - 1   | Serbie       | Við Djúpumýrar, Klaksvík |                         |
| 17h15 (16h15) | Nielsen 55e | (0 - 0) | 77e Mitrović | Arbitrage : Tomas Klima  | Arbitrage : Tomas Klima |
| 17h15 (16h15) | Rapport     |         |              | Arbitrage : Tomas Klima  | Arbitrage : Tomas Klima |

| 9 juin 2022   | Ukraine                                          | 3 - 3   | France                              | Esenyurt Necmi Kadıoğlu Stadium, Istanbul ( Turquie) |                             |
| 18h45 (19h45) | Vanat 7e · Badiashile 44e (csc) · Bondarenko 50e | (2 - 3) | 3e Abline · 10e Thuram · 25e Gouiri | Arbitrage : Vassilis Fotias                          | Arbitrage : Vassilis Fotias |
| 18h45 (19h45) | Rapport                                          |         |                                     | Arbitrage : Vassilis Fotias                          | Arbitrage : Vassilis Fotias |

| 12 juin 2022  | Arménie | 0 - 2   | Ukraine                       | Yerevan Football Academy Stadium, Erevan |                      |
| 17h00 (19h00) |         | (0 - 0) | 49e Kuliyev · 68e Vivcharenko | Arbitrage : Tom Owen                     | Arbitrage : Tom Owen |
| 17h00 (19h00) | Rapport |         |                               | Arbitrage : Tom Owen                     | Arbitrage : Tom Owen |

## Buteurs
Il y a eu 82 buts marqués en 30 matches, pour une moyenne de 2.73 buts par match (au 12 juin 2022).

### 5 buts
- Amine Gouiri

### 4 buts
- Rayan Cherki

### 3 buts
- Sofiane Diop
- Arnaud Kalimuendo
- Enzo Le Fée
- Dmytro Kryskiv
- Heorhiy Sudakov
- Vladyslav Vanat

### 2 buts
- Amine Adli
- Eduardo Camavinga
- Pierre Kalulu
- Khéphren Thuram
- Stefan Mitrović
- Nikola Terzić
- Artem Bondarenko
- Kostyantyn Vivcharenko
- Marko Gjorgjievski
- Metodi Maksimov
- Jonn Johannesen
- Narek Grigoryan
- Mikayel Mirzoyan

### 1 but
- Matthis Abline
- Maxence Caqueret
- Malo Gusto
- Nathanaël Mbuku
- Strahinja Eraković
- Željko Gavrić
- Nemanja Jović
- Dimitrije Kamenović
- Miloš Pantović
- Slobodan Tedić
- Eldar Kuliyev
- Mykhaïlo Mudryk
- Vladyslav Supryaha
- Oleksandr Syrota
- Bohdan Viunnyk
- Bojan Dimoski
- Sefer Emini
- Tomche Grozdanovski
- Mario Ilievski
- Andrass Johansen
- Steffan Løkin
- Jørgen Nielsen
- Stefan Radosavljević
- Arsen Galstyan
- Zhirayr Shaghoyan
- Erik Simonyan

### 1 but contre son camp
- Benoît Badiashile (contre l'Ukraine)
- Andrias Edmundsson (contre l'Ukraine)
- Áki Johannesen (contre la France)